# Proyecto ECO
El proyecto ECO (Elearning, Communication and Open-data: Massive Mobile, Ubiquitous and Open Learning) es un proyecto europeo del Programa marco para la competitividad y la innovación (CIP), coordinado por Sara Osuna Acedo, que se ha desarrollado de febrero de 2014 a enero de 2017. El Proyecto ECO trata de documentar las mejores prácticas de los enfoques de diseño MOOC, analiza los modelos pedagógicos, las plataformas que los sostienen y está poniendo en marcha 16 cursos con una meta de 50.000 alumnos. En su última fase, seleccionará a 4.000 profesores para formarlos en el diseño de MOOCs y ponerlos en marcha.

## Objetivos
Tal como recoge su Documento de trabajo, el proyecto pretende:
- Analizar los requisitos para plataformas MOOC desde un punto de vista pedagógico.
- Establecer un marco para el diseño e implementación de cursos MOOC.
- Diseñar la arquitectura general de la plataforma ECO e integrar todos los módulos individuales en la plataforma global.
- Pilotar con la plataforma ECO en los 10 centros que participan.
- Analizar y evaluar la situación del mercado internacional MOOC.
- Desarrollar un plan de estrategia de negocios apropiado para la sostenibilidad de ECO.
- Aumentar la conciencia en Europa sobre los beneficios de recursos educativos abiertos para los ciudadanos y las instituciones.

## Paquetes de trabajo
- WP 1 Gestión del proyecto

Los objetivos de este paquete de trabajo son la gestión general del trabajo elaborado en el proyecto, apoyar a todos los líderes en la coordinación de sus tareas y mejorar la comunicación entre todos los socios.
- WP 2 Metodología y especificaciones de los cursos piloto

El objetivo de este paquete de trabajo es analizar los requisitos óptimos para organizar las plataformas Mooc desde un punto de vista pedagógico.
- WP 3 Arquitectura y servicio de integración

Este paquete de trabajo se ocupa de la integración técnica de los diferentes módulos proporcionados por los socios del proyecto ECO. También se presta apoyo técnico a los centros durante la fase de implementación.
- WP 4 Despliegue de servicios y validación

El núcleo del proyecto es la planificación, implementación y apoyo a los pilotos que se ejecutarán en cada institución. La planificación incluye el diseño del proceso, la organización de las estrategias y los medios para desarrollar la acción, involucrar a los usuarios y mejorar los cursos para la aplicación en la siguiente edición.
- WP 5 Difusión y comunicación

El principal objetivo de este paquete de trabajo es aprovechar el impacto de la labor desarrollada por el proyecto ECO, con especial énfasis en la promoción del uso de MOOCs entre la comunidad académica europea. Este paquete de trabajo incluye un conjunto concreto de actividades para asegurar la más amplia difusión de los resultados del proyecto y la mayor visibilidad externa y divulgación del proyecto entre los grupos pertinentes.
- WP 6 Explotación, comercialización y marketing

El objetivo de este paquete de trabajo es doble. Por un lado, partiendo de los resultados obtenidos en el WP4, organizar planes de actividades de acuerdo con los requisitos de los diferentes inversores, tanto desde el sector privado como del sector público. Por otro lado, garantizar la sostenibilidad de los servicios una vez que el proyecto ha finalizado.

## Participantes
- EDITRAIN
- European Association of Distance Teaching Universities
- Fundación Universidad Loyola Andalucía
- Humance AG
- Instituto Superior de Ciências da Informação e Administração
- Open Universiteit in Nederland
- Politecnico di Milano
- Reimer IT Solutions
- Riverthia
- Sünne Eichler Beratung für Bildungsmanagement
- Tabarca Consulting
- Telefónica Learning Services
- Universidad de Cantabria
- Universidad de Oviedo
- Universidad de Quilmes
- Alfonso Gutiérrez Martín Universidad de Valladolid
- Carmen Marta Lazo - Universidad de Zaragoza
- Universidade Aberta
- Universidad Manuela Beltrán
- Sara Osuna Acedo - Universidad Nacional de Educación a Distancia
- Divina Frau Meigs Université Sorbonne Nouvelle – Sorbonne Paris Cité
- University of Manchester
- Isabel Iniesta-Alemán, Universidad de Zaragoza.

## Calendario de trabajo
- Primer año
  - 1 de febrero de 2014: inicio del 1.er año
  - 1 de noviembre de 2014: primera edición de los MOOC
- Segundo año
  - 1 de febrero de 2015: inicio del 2º año
  - 30 de marzo de 2015: primera edición del MOOC sMOOC paso a paso
  - 20 de abril de 2015: segunda edición de los MOOC
- Tercer año
  - 1 de febrero de 2016: inicio del 3.er año